# Cornelius Sim
Cornelius Sim (Seria, Distrito de Belait, Brunéi; 6 de septiembre de 1951-Taoyuan, República de China; 29 de mayo de 2021) fue un cardenal católico bruneano que ocupaba el cargo de vicario apostólico de Brunéi.

## Biografía
Era originario de Brunéi y tenía ascendencia china y dusúnica. 
Se licenció como ingeniero en la Universidad de Dundee. En 1988, obtuvo la maestría en teología en la Universidad Franciscana de Steubenville, Ohio. Regresó a Brunéi ese mismo año, sirviendo como administrador en la Iglesia de San Juan en Kuala Belait. 
De 1978 a 1985 trabajó en operaciones de servicios públicos en la compañía Brunei LNG. 
El 28 de mayo de 1989 fue ordenado diácono. El 26 de noviembre de 1989 fue ordenado sacerdote, convirtiéndose en el primer sacerdote bruneano en el país. En 1995, fue nombrado vicario general de Brunéi. El 21 de noviembre de 1997, el papa Juan Pablo II lo nombró prefecto de la Prefectura Apostólica de Brunéi, ocupando el cargo desde el 22 de febrero de 1998.

### Obispo
El 20 de octubre de 2004, el papa Juan Pablo II lo nombró vicario apostólico de Brunéi y obispo titular de Putia en Numidia. 
Recibió la consagración episcopal el 21 de enero de 2005 de manos del arzobispo Salvatore Pennacchio en la Procatedral de Nuestra Señora de la Asunción de Bandar Seri Begawan. 
Fueron co-consagradores John Ha Tiong Hock, arzobispo de Kuching y Anthony Lee Kok Hin, obispo de Miri.

### Cardenal
El 25 de octubre de 2020, el papa Francisco anunció que lo crearía cardenal en un consistorio programado para el 28 de noviembre de 2020.
El 29 de noviembre de 2020 fue nombrado miembro de la Congregación para el Clero.

### Fallecimiento
Falleció de un paro cardiorrespiratorio el 29 de mayo de 2021, en el Chang Gung Memorial Hospital (CGMH) en Taoyuan, República de China.  Había viajado hasta allí para recibir tratamiento contra el cáncer.